# نافالبيرال دي بيناريس
بلدية نافالبيرال دي بيناريس (بالإسبانية: Navalperal de Pinares) هي بلدية تقع في مقاطعة آبلة التابعة لمنطقة قشتالة وليون وسط إسبانيا.

## الديموغرافيا
بلغ عدد سكان بلدية نافالبيرال دي بيناريس 1.066 نسمة عام 2011 (وفقاً للمعهد الوطني للإحصاء الإسباني).
| 943 | 873 | 783 | 1.003 | 965 | 966 | 1.066 |